# Cryptolectica lazaroi
Cryptolectica lazaroi là một loài bướm đêm thuộc họ Gracillariidae. Loài này sinh sống ở quần đảo Galápagos.
Ấn trùng ăn Ageratum conyzoides và Synedrella nodiflora. Chúng cuộn lá làm tổ.